# Legio XVII
Legio XVII (ou "Décima-sétima legião") foi uma legião romana, criada por César Augusto por volta do ano 41 a.C. e destruída na derrota da batalha da Floresta de Teutoburgo a 9 de setembro de 9 d.C. O cognome e o emblema da legião são desconhecidos. 

## História
A legião foi criada provavelmente para lidar com a presença de Sexto Pompeu na Sicília, onde o último resistente ao poder do segundo triunvirato ameaçava a produção de cereais de Roma. Depois da derrota de Marco António e Cleópatra na batalha de Áccio em 31 a.C. a XVII legião foi deslocada para a Gália. No fim do século I a.C. foi transferida novamente para a Germânia Inferior e estacionada em Xanten. Após a conquista da Germânia em 5 AD, a XVII integrou a guarnição da nova província, governada por Públio Quintílio Varo.
No início de setembro de 9, Armínio, o líder dos queruscos (em alemão: "cherusker"), aliados romanos, trouxe notícias de uma revolta na zona do Reno. Sem suspeitar da veracidade da informação recebida, Varo mobilizou a Legio XVII, juntamente com a décima-oitava e a décima-nona, e dirigiu-se para oeste. A 9 de setembro, os queruscos, liderados pelo próprio Armínio, emboscaram o governador e suas legiões perto de Osnabrück, no que ficou conhecido como a Batalha da Floresta de Teutoburgo. O resultado foi desastroso para o lado romano e a Legião XVII e suas congêneres foram aniquiladas e os estandartes perdidos. Anos depois, Germânico recuperou os estandartes da legião e trouxe-os para Roma.